# Халл (регбилиг-клуб)
«Халл» — английский регбийный (регбилиг или регби-13) клуб, полное название «Футбольный клуб Халл» (англ. Hull Football Club), как правило называется просто «Халл» или «Халл ФК» — профессиональный регбийный клуб, основан в 1865 году, базируется в городе Кингстон-апон-Халл, Восточный райдинг Йоркшира. Выступает в Суперлиге.
«Халл» был одним из членов-основателей первой регбийной (регби-13) лиги которая была сформирована в 1895 году на севере Англии в городе Хаддерсфилд, что делает их одними из первых двадцати двух клубов мира регби. Официальное прозвище — «Птицы Эйрли», дано по названию бульвара Эйрли-стрит, на котором базировался офис клуба.
Также в Кингстон-апон-Халле есть ещё одна регбийная (регби-13) команда, выступающая в Суперлиге — «Халл Кингстон Роверс». Река Халл делит город на две части, традиционно западная часть города болеет за «Халл», восточная за «Халл Кингстон Роверс».

## Достижения
| Достижение                                       | Годы                                                      |
| ------------------------------------------------ | --------------------------------------------------------- |
| Чемпионы (6)                                     | 1919-20 , 1920-21 , 1935-36 , 1955-56 , 1957-58 , 1982-83 |
| Премьер-лига (для тех, кто не попал в финал 4-х) | 1990-91                                                   |
| Второй дивизион (3)                              | 1976-77 , 1978-79 , 1996-97                               |
| Кубки Вызова (3)                                 | 1913-14 , 1981-82 , 2005                                  |
| John Player Trophy                               | 1981-82                                                   |
| BBC2 Трофи                                       | 1979-80                                                   |
| Кубок Йоркшира (5)                               | 1923-24 , 1969-70 , 1982-83 , 1983-84 , 1984-85           |
| Йоркширская Лига (4)                             | 1918-19 , 1922-23 , 1926-27 , 1935-36                     |
| Европейский клубный чемпион                      | 1956-1957                                                 |
| Чемпион Восточного дивизиона                     | 1926-27, 1927-28, 1929-30, 1933-34, 1935-36               |